# Drozdowo (powiat gryfiński)
Drozdowo – osada w Polsce położona w województwie zachodniopomorskim, w powiecie gryfińskim, w gminie Chojna.
W latach 1975–1998 miejscowość należała administracyjnie do województwa szczecińskiego.